# Хозяшева, Светлана Анатольевна
Светлана Анатольевна Хозяшева (род. 21 января 1958, Саратов) — советский и российский тренер по лёгкой атлетике. Мастер спорта СССР. Заслуженный тренер России.

## Биография
Светлана Анатольевна Хозяшева родилась 21 января 1958 года в Саратове. В 1975 году окончила школу № 34 г. Саратова. В 1981 году окончила заочное отделение Государственного центрального ордена Ленина института физической культуры в Москве.
С 1977 года она работает старшим тренером-преподавателем в СДЮШОР № 14 города Саратова. По совместительству — тренер-преподаватель МКОУ ДОД «СДЮСШОР № 6».
В 1998 году была членом Координационного совета по спорту при Правительстве Саратовской области.
Наиболее известной воспитанницей Светланы Анатольевны является чемпионка мира 1997 года и чемпионка мира в помещении 1995 года Людмила Галкина. Также среди её воспитанников призёр Кубка России Александр Ховрачев, призёр региональных соревнований Анастасия Ляпунова и другие спортсмены.
Замужем за тренером по лёгкой атлетике Александром Леонидовичем Хозяшевым.

## Награды и звания
- Почётное звание «Заслуженный тренер России».
- Знак «Отличник физической культуры и спорта».
- Благодарность Губернатора Саратовской области (1998)[10].